# Франц Милде
Франц Милде е чешки майстор-пивовар и предприемач, акционер и ръководител на Българско пивоварно дружество Шумен - Русе в гр.Шумен.

## Биография
Франц (Франтишек) Карл Милде е роден на 6 август 1852 г. в Хетлин, окръг Кутна хора, сега в Чехия, тогава в състава на Австрийската империя.
През 1881 г. пристига в България и започва работа в пивоварната фабрика „Света Петка“ в Русе. Една година по-късно отива в Шумен, където на 26 октомври 1882 г. седмина предприемачи подписват „Съгласително за създаване на едно пивоварно дружество“. На учредителното събрание присъства и Франц Милде, който става майстор-пивовар, а година по-късно е приет за съдружник във фирмата. На 1 март 1883 г. във фабриката се произвежда първата варка „Шуменско пиво“, а месец по-късно бирата е пусната в продажба. До смъртта си през 1924 г. Франц Милде ръководи пивоварното дружество.